# Danièle Lochak
Pour les articles homonymes, voir Lochak.
Danièle Lochak, née en 1946, est une juriste française, professeure émérite de droit public à l'université Paris-Nanterre et militante associative de la défense des droits de l'homme, en particulier au sein du GISTI, dont elle a été la présidente.

## Biographie
Née en 1946, Danièle Lochak devient française en 1947, par l'effet collectif de la naturalisation de ses parents. Sa mère, née à Istanbul, est arrivée en France avec sa famille à l'âge de sept ans. Son père, né en Bessarabie, est venu en France en 1925, à l'âge de dix-neuf ans. Militant du Parti communiste, « fuyant la dictature anticommuniste et antisémite du régime roumain », il a été exclu ou s'est auto-exclu du PC pour « déviationnisme de gauche ». Il participe à la résistance non communiste, puis travaille comme conseil juridique. En effet, une loi de 1934 interdisait aux naturalisés d'exercer la profession d'avocat pendant cinq ans.
Son nom s'écrit alors « Loschak », en raison de la transcription du cyrillique vers le latin du nom de son père à l'arrivée de celui-ci en France. D'autres membres de sa famille - notamment Georges Lochak, portent un nom à l'orthographe différente. Après plusieurs péripéties, Danièle Lochak obtint en 1984 un décret modifiant l'orthographe de son nom.

### Carrière universitaire
Danièle Lochak fait ses études de droit à la Faculté de droit de Paris. Elle est tout d'abord assistante de Guy Braibant à la faculté de droit de Paris en 1968. Elle fait sa thèse à l'université Paris 1, et devient, en 1970, docteure en droit avec une thèse sur Le rôle politique du juge administratif français sous la direction du professeur Prosper Weil. Elle est agrégée des facultés de droit en 1972. En parallèle, elle est également collaboratrice de l'Institut français de polémologie (1968-1979).
Devenue professeure de droit public à l'université de Picardie, elle est particulièrement active au sein du Centre universitaire de recherches sur l’action publique et politique (CURAPP) de la faculté de droit. Dès 1972, elle publie « Les droits politiques des fonctionnaires ou les contradictions du libéralisme » aux Publications de la faculté de droit et des sciences politiques et sociales d'Amiens. À partir de 1976, avec la naissance des Cahiers du CURAPP, elle y contribue régulièrement
En 1978 elle publie, avec Jacques Chevallier, la première édition du traité de Science administrative en deux tomes aux PUF puis, en 1980, un « Que Sais-je ? » sur le même sujet.
En 1990, Danièle Lochak devient professeure à l'université de Paris X-Nanterre. Elle y crée en 1993-1994 le DEA « Droits de l'homme et libertés publiques », qu'elle co-dirige dans un premier temps avec Emmanuel Decaux. Cette formation est aujourd'hui devenue le master recherche « Droits de l'homme ». Elle a aussi été directrice du Centre de recherches et d'études sur les droits fondamentaux (CREDOF), qu'elle a fondé avec Sylvia Preuss-Laussinotte en 2000, et directrice de l'École doctorale de Sciences juridiques et politiques (1999) jusqu'à sa retraite universitaire en 2006.
Au cours des dernières années, ses principales publications ont concerné le Conseil d'État sous Vichy, les « bornes » de la liberté, la désobéissance et la dénonciation, les différentes formes de discriminations, les inégalités de genre, l'usage des notions de « race », les minorités, le droit des étrangers et les politiques d'immigration ou encore l’impact des nouvelles technologies sur les droits fondamentaux, etc. En 1994, elle décrivait déjà dans un article la « résurgence massive et brutale (…) de la thématique de l'identité nationale dans le débat politique ».

## Travaux juridiques et débats
En 1989, un article marquant paraît dans un numéro du CURAPP sur Les usages sociaux du droit. Danièle Lochak y rédige, peu après l'affaire Maurice Duverger, une contribution intitulée : « La doctrine sous Vichy ou les mésaventures du positivisme ».
Dans le même numéro, Michel Troper publie une réponse où il distingue deux aspects à « l'accusation » de Danièle Lochak. Le premier concerne le fait que « la doctrine a participé à la légitimation de la politique antisémite de Vichy… La doctrine ne pouvait que renforcer la crédibilité de la législation antisémite… elle a facilité à sa façon la mise en œuvre de la politique antisémite de Vichy... contribué à son application sereine ». Sur cet aspect « historique, psychologique et sociologique [qui] concerne les opinions manifestées par les juristes sous Vichy et en général la fonction de légitimation que remplit objectivement ce qu'on appelle en France la doctrine », Michel Troper estime qu'on ne peut « qu'être frappé et largement convaincu par l'accusation terrible que porte Danièle Lochak contre une partie importante de la doctrine juridique française à l'époque de Vichy » et que « ce qu'écrit Danièle Lochak est juste ». En revanche, sur le second aspect « qui regarde la question du rapport entre méthodologie juridique et éthique, une question qui se pose d'une manière particulièrement aiguë, lorsqu'on se trouve en présence d'un système politique et juridique odieux », il critique la position de sa collègue, exprimée dans le sous-titre de l'article, selon laquelle « la doctrine juridique sous Vichy était positiviste et c'est précisément en raison de son positivisme qu'elle a connu ses "mésaventures" c'est au nom des principes positivistes que les juristes ont participé à la banalisation du droit antisémite, contribuant ainsi à légitimer la politique antisémite de Vichy ». Pour le théoricien positiviste réaliste, cette accusation est « injuste », car « si la doctrine juridique française a bien participé à la légitimation de la politique antisémite de Vichy, ce n'est pas parce qu'elle était positiviste, mais parce qu'elle ne l'était pas ».
Danièle Lochak amendera d'ailleurs cette critique dans une seconde version en 1996 et dans sa contribution aux Mélanges Troper, son collègue de l'université Paris X-Nanterre.
Commentant la circulaire du ministère de l'intérieur Manuel Valls publiée 6 janvier 2014 visant à donner aux maires le cadre légal dans lequel ils peuvent interdire les spectacles de Dieudonné M'bala M'bala, elle rappelle que pour justifier des interdictions de spectacles ou de réunions « sans donner l'impression de trahir les principes » de la jurisprudence Benjamin de 1933, le Conseil d'État a souvent « grossi un peu le risque de trouble à l'ordre public ou invoqu[é] des circonstances exceptionnelles ». S'agissant de l'application de la jurisprudence Morsang-sur-Orge de 1995, elle estime qu'on risque de déboucher « sur une impasse » car « contrairement aux spectacles de lancers de nains qui étaient programmés comme tels, les spectacles de Dieudonné ne s'annoncent pas comme « antisémites », même s'ils le sont en fait. Il est plus délicat, dans ces conditions, de les interdire préventivement ». À son sens, « la réponse répressive, par le biais de l'incrimination pénale des propos racistes et incitant à la haine raciale, inscrite depuis 1972 dans la loi sur la presse, reste décidément la plus évidente et la plus sûre juridiquement. Cela suppose de laisser les spectacles se dérouler et le délit s'accomplir avant de pouvoir le poursuivre. Quel que soit le malaise qu'on en ressente, c'est le prix à payer dans une démocratie qui entend veiller à la défense des libertés et où l'on doit donc se méfier de toute interdiction préventive prononcée par une autorité administrative ».

## Militantisme
Danièle Lochak est très engagée dans le milieu associatif. Son engagement militant semble avoir pris corps dès les années soixante-dix. Son nom apparaît en effet, aux côtés de ceux de Marek Halter, de sa femme Clara Halter et de Clara Goldschmidt-Malraux dans la revue Éléments du Comité de la gauche pour une paix négociée au Proche-Orient.
De 1985 à 2000, elle a été présidente du Groupe d'information et de soutien des immigrés (GISTI), au sein duquel elle est toujours active aujourd'hui. Défendant la liberté de circulation, elle estime qu'« il n'y a pas d’alternative à une politique d’ouverture des frontières ».
En 1991-1992 elle a été membre du Conseil national des populations immigrés et de la Commission nationale consultative des droits de l'homme (CNCDH).
Elle est également membre et ancienne vice-présidente de la Ligue des droits de l'homme (LDH).
En décembre 2012, elle soutient la manifestation du 16 décembre 2012 en faveur du mariage homosexuel en France en estimant qu'« il s’agit en effet, loin d’assigner un mode de vie, d’offrir à chacune et chacun plus de choix pour composer la sienne. Ouvrir à toutes et tous le mariage, l’adoption sans oublier la procréation médicalement assistée, c’est donc faire pénétrer l’exigence démocratique dans le droit pour interroger les normes sexuelles ».
En mai 2013, dans le cadre de l'affaire du « Mur des cons », elle est signataire d'une tribune soutenant le syndicat de la magistrature. Cette tribune défend notamment le fait que « la liberté d’expression est un droit inhérent à l’engagement militant. Si la liberté d’expression des magistrats peut trouver une certaine limite dans l’obligation de réserve, il en est autrement dans l’exercice de l’activité syndicale qui bénéficie, au contraire, d’une très large liberté de ton et de parole y compris lorsqu’il s’agit d’utiliser la caricature ou la dérision ».

## Publications
- Le Rôle politique du juge administratif français (thèse pour le doctorat en Droit soutenue à l'université Paris 2, 1970), 349 p., LGDJ 1972.
- La fonction publique en Grande-Bretagne, PUF 1972, dossiers Thémis, 96 p.
- La Convention des Institutions Républicaines. François Mitterrand et le socialisme, PUF 1972, dossiers Thémis, 96 p.
- Science administrative (avec J. Chevallier), 2 tomes, LGDJ 1978-1979.
- La Science administrative (avec J. Chevallier), PUF, coll. « Que sais-je ? » no 1817, 1re éd. 1980, 2e éd. 1987.
- Étrangers, de quel droit ?, PUF, coll. « Politique d'aujourd'hui », 1985.
- La Justice administrative, Montchrestien, coll. « Clefs-Politique », 3e éd. 1998.
- Les Droits de l’homme, La Découverte, coll. « Repères », 2e éd. 2005.
- Daniel Borrillo (dir.) et Danièle Lochak (dir.), La liberté sexuelle, Paris, Presses universitaires de France, 2005 (ISBN 978-2-13-054889-8)
- Mutations de l’État et protection des droits de l’homme (dir.), Presse universitaire de Paris X, 2006.
- Contrôler les immigrés : les droits des étrangers : un état des lieux, Le Cavalier Bleu, coll. « Libertés plurielles », 2007
- À la recherche de l’effectivité des droits de l’homme (codirection avec Véronique Champeil-Desplats), Presses universitaires de Paris 10, 2008
- Le droit et les Juifs en France depuis la Révolution, Dalloz, coll. « À savoir », 2009.
- Le droit et les paradoxes de l’universalité, PUF, coll. « Les voies du droit », 2010.
- « Racismes, antiracismes : reconstruire l’universalisme: », Pouvoirs, vol. N° 181, no 2,‎ 30 mars 2022, p. 131–142 (ISSN 0152-0768, DOI 10.3917/pouv.181.0131, lire en ligne, consulté le 18 septembre 2023)

### Autres
- Véronique Champeil-Desplats et Nathalie Ferré (dir.), Frontières du droit, critique des droits : billets d'humeur en l'honneur de Danièle Lochak, Paris, LGDJ, coll. « Droit et société : recherches et travaux », 2007, 406 p.